# Pleuroporodesmus serralatus
Pleuroporodesmus serralatus är en mångfotingart som beskrevs av Jeekel 1983. Pleuroporodesmus serralatus ingår i släktet Pleuroporodesmus och familjen orangeridubbelfotingar. Inga underarter finns listade i Catalogue of Life.